# Zuckermantelhof
Der Zuckermantelhof (früher auch Zuckermantel oder Schönkirchner Hof) ist ein Vorwerk südwestlich von Schönkirchen in Niederösterreich.
Der Hof gehörte einst zum Schloss Schönkirchen. Im Ersten Weltkrieg waren in den Gebäuden Südtiroler Kriegsflüchtlinge untergebracht. 1931 werden Gustav und Wilhelm Löw als Eigentümer genannt. Laut Adressbuch von Österreich war im Jahr 1938 im Zuckermantelhof ein Landwirt ansässig.
Während die Agrarflächen immer noch landwirtschaftlich genutzt werden, befindet sich heute im Gutshof selbst ein Reitsportzentrum. Seit 1988 beschäftigt sich der Eigentümer des Zuckermantelhofes, Andreas Kisling, mit der Erzeugung von Biodiesel, beispielsweise aus Raps. 1992 erhielt er dafür den Innovationspreis des Landes Niederösterreich und der Republik Österreich.
Koordinaten: 48° 20′ 27″ N, 16° 39′ 57″ O